# Denial (Sugababes)
Denial è il terzo e ultimo singolo del gruppo musicale pop britannico Sugababes estratto dall'album Change; pubblicato il 17 marzo 2008 dall'etichetta discografica Island, è stato scritto da Keisha Buchanan, Heidi Range, Amelle Berrabah, Vanessa VV Brown, Elliot Malloy e Flex Turner

## Pubblicazione e promozione
Il Sun ha confermato il 5 dicembre 2007 che Denial sarebbe stato il prossimo singolo dell'album, dopo il singolo promozionale My Love Is Pink che era stato inviato alle radio e aggiunto ai siti di download musicali come 7digital e iTunes un paio di settimane prima. In Germania, Denial è stata usata come canzone ufficiale per la promozione di Sugababes Starcollection della catena tedesca Deichmann, che vende scarpe create e presentate dai membri della band.
L'8 marzo le Sugababes hanno eseguito dal vivo la canzone al Ant & Dec's Saturday Night Takeaway della ITV, e il 19 marzo su GMTV. La b-side di Denial, una cover di Hey There Delilah di Plain White T's, è stata registrata durante un'apparizione a Radio One Live Lounge.

## Video
Il video musicale della canzone è stato diretto da Harvey B-Brown, conosciuto per aver lavorato con Scissor Sisters e George Michael. Una correzione drammatica dei colori, a volte solo in piccole parti di ogni frame per evidenziare un elemento, è stata usata insieme a vignette per creare sinonimi visivi con Vogue. Nel video le Sugababes eseguono un photoshoot con una serie di costumi drammatici, diverse forme. Il video è stato girato in diversi formati, inclusi un film in 16 mm, bolex, super 8 e videocamere da tre fotogrammi.
Il video è stato presentato esclusivamente sul sito web della band il 7 gennaio 2008. In televisione, è stato premierato su Freshly Squeezed di Channel 4 il 9 febbraio.

## Tracce
CD1
1. Denial - 3:29
2. Hey There Delilah (Radio One Live Lounge) - 3:50
3. Denial (Ian Carey Remix) - 7:04
4. Denial (Sanna & Pitron Remix) - 8:25

CD2
1. Denial - 3:29
2. Denial (Mike Rose Mix) - 3:39

## Classifiche
| Classifiche (2008) | Posizione raggiunta |
| ------------------ | ------------------- |
| Bulgaria           | 2                   |
| Belgio (Fiandre)   | 4                   |
| Germania           | 11                  |
| Svizzera           | 14                  |
| Regno Unito        | 15                  |
| Irlanda            | 18                  |
| Danimarca          | 40                  |
| Paesi Bassi        | 61                  |